# 名古屋嬢
名古屋嬢（なごやじょう）とは、名古屋の女性の独特のファッションを表す言葉である。お嬢さまと名古屋城をかけて名付けられ、2000年代初めに注目を浴びた。2005年日本国際博覧会・愛知万博とともに全国的に知られるようになった。

## 概説
おしゃれで派手で、化粧品やブランドものが大好きな名古屋生まれ・名古屋育ちの若い女性の代名詞として使われた。2000年（平成12年）年代頃から名古屋独特のお嬢様ファッションやヘアスタイルが注目され始め、名古屋の裕福な家庭で育ったファッションに敏感なお嬢様に対して使われるようになる。目指すところのイメージは「名古屋の箱入り娘」である。

## 名古屋の伝統校 SSK
「名古屋嬢」と呼ばれる若い女性は、もともとは名古屋のお嬢様学校である伝統校の椙山女学園・愛知淑徳学園・金城学院のローマ字の頭文字を取って「SSK」と呼ばれる、女子教育を主とする3つの私学、幼稚舎・中学高校からの大学在校生やその卒業生を指すものであった。SSKの同窓生は母親、祖母、曾祖母の代から卒業生という家系が少なからずあり、3代4代と続いてSSKの附属から大学までの出身者の場合がある。
SSKは明治時代に創立され、今日まで継続して上品なイメージと学力レベルを保っている名古屋市内で最も古い女子校であり、ミッション系の金城学院を筆頭に120年から135年ほどの歴史を持つ。「金城」というのは「名古屋城」のことである。現在では国立大や有名私立大へ外部進学する才女も数多くみられ、各方面で活躍。愛知淑徳学園に関しては医歯学部受験進学クラスや、海外留学や英語に特化したクラス選択もあり外部進学者が学年の半数以上いる進学校となっている。椙山女学園は100年前に日本初のオリンピック女子金メダリスト「前畑秀子」（水泳選手）を輩出していることに誇りを持ち、勉強だけでなくスポーツや芸術分野などの情操教育にも力を入れたバランスを重視し、内部進学者が最も多い。
SSKの大学は、偏差値はそれほど高くはないが、長年の地元大企業との繋がりや信頼も厚く、就職希望者の就職率はほぼ100%に近い名古屋特有のブランド校である。そのような安定感こそが、名古屋嬢を生み出す背景となっている。

## かつてのファッションスタイル
分厚い前髪に太い縦巻きカール、頭頂部付近で髪にボリュームを持たせた盛り髪などといった派手なロングヘアが東京のファッション誌で注目され、当時としては特徴的なこれらの巻き髪が「名古屋巻き」と呼ばれるようになり、その後に全国的に定番化していった。
ファッションの特徴は日本のギャル系アパレルブランドの洋服を百貨店で購入したり、落ち着いたコンサバファッションの名古屋嬢達は一見おしとやかに見えるものの、海外高級ブランドのバッグやアクセサリーを合わせるスタイルで、派手さよりも豪華さが際立っていた。携帯するブランド物の装飾品は誰からも分かる定番商品やロゴが目立つ箇所に入っていたりと、他人が見てブランド名を容易に判別できるものを身につける傾向があった。
洋服や高級ブランド品は、自身が仕事の給金で購入するのではなく、同居している両親が百貨店の外商で購入したり、母親同伴で高級ブティックに出かけて高価なブランドものを大量に買ってもらう（名古屋買い）消費スタイルが多かった。また一つの商品を母子で共有し一緒に使うこともあった。

## ショッピング
松坂屋名古屋本店、名鉄百貨店、丸栄、三越名古屋栄店は、かつて「4M」と呼ばれていた。

### 名古屋駅地区
- ジェイアール名古屋タカシマヤ
- 名鉄百貨店
- ミッドランドスクエア
- 大名古屋ビルヂング

### 栄地区
- 松坂屋名古屋店
- 丸栄（2018年（平成30年）閉店）
- 名古屋三越
- ラシック
- 名古屋パルコ（全国のパルコ店舗の中で売上トップ）

## 登場作品

### ワイドショー
「名古屋嬢特集」等のテーマで取り上げられた。

### ドラマ
- 『加藤家へいらっしゃい! 〜名古屋嬢っ〜』（2004年、メ〜テレ）
- 『名古屋嬢の恋』（2008年、東海テレビ）

### 漫画
- 『名古屋嬢のエリカさま』（かれん、クイーンズコミックス）
- 『名古屋嬢のマリコさま』（かれん、クイーンズコミックス）

## 関連ビジネス

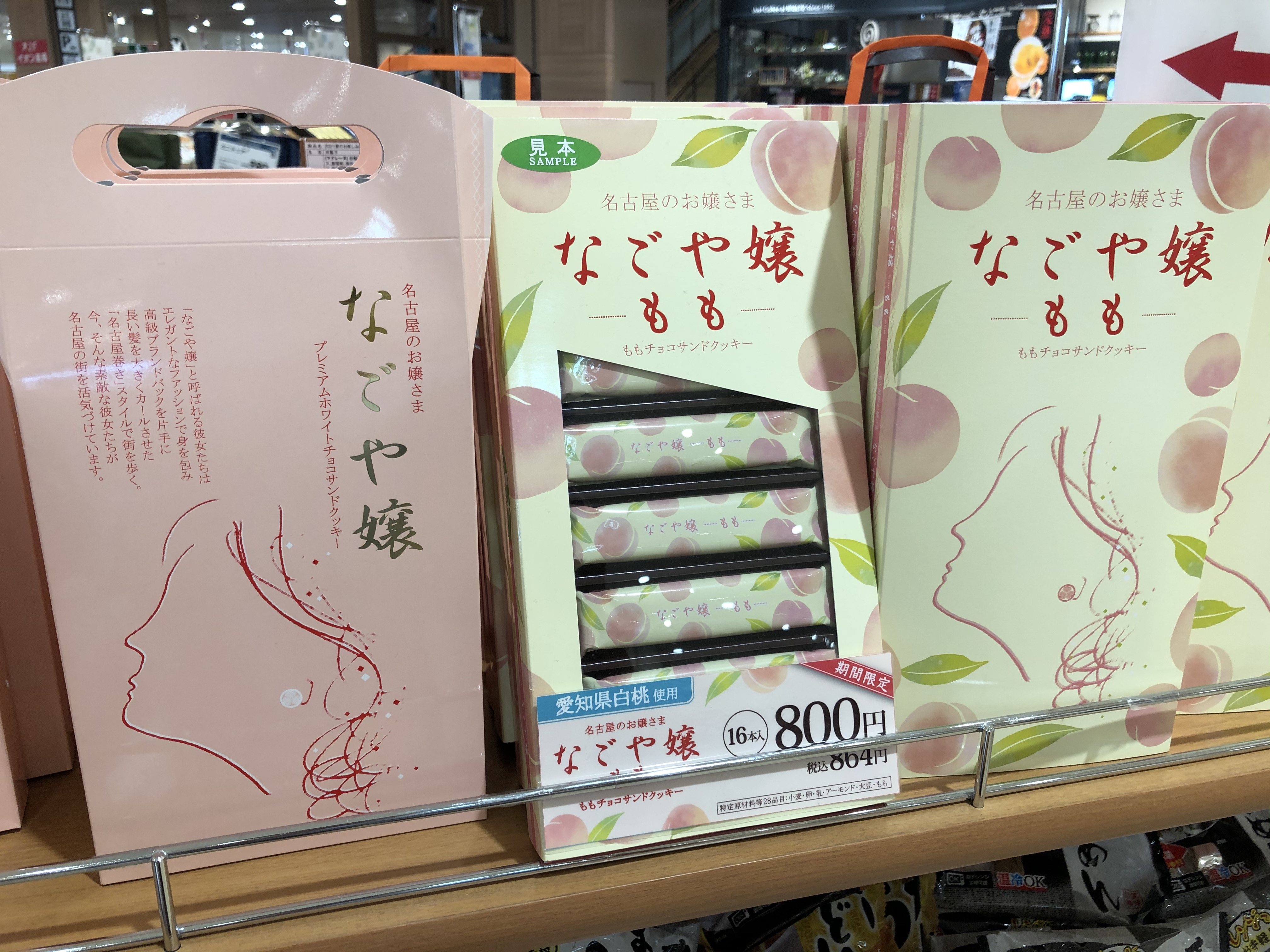
桃の館が製造するクッキー「なごや嬢」

- リカちゃん人形 - 「名古屋嬢リカちゃん」
- ナルミヤ・インターナショナルの小学生女児向ブランド - 名古屋駅や栄のデパートに直営店があった。
- 桃の館「なごや嬢」 - 名古屋土産